# Røgeri
 Denne artikel omhandler overvejende eller alene danske forhold. Hjælp gerne med at gøre artiklen mere almen.
Et røgeri er et sted der erhvervsmæssigt røger – konserverer – madvarer. Bemærk at verbet er "at røge" og ikke "at ryge".
Røgerier forbindes i Danmark ofte med røgning af fisk, selv om et røgeri kan behandle de fleste fødevarer, herunder fisk og kødprodukter som skinker, pølser og flæsk. 
Traditionelt røges produkterne for at forlænge holdbarheden, mens andre røges for smagens skyld.
Røgningen foregår ved at emnerne ophænges på riste eller spid over brænde alt efter hvilken smag der ønskes. Ellebrænde bruges på Bornholm. Varerne placeres i skorstenen. Det forklarer de store åbne skorstene på de fleste røgerier. Brændet antændes ikke lige under emnerne, der hverken skal ristes eller grilles. Pincippet i røgning er, at der kun skal være gløder. Derfor skal røgningen konstant overvåges og rene flammer skal kvæles. Det foregår med en våd klud på en lang stang.
Mange steder i Danmark røges med savsmuld, fordi forbrændingen let kan styres, så der kun kommer gløder. Desuden bliver brandarealet mindre, fordi der ikke er hulrum mellem brændestykkerne.
Skal det gå endnu hurtigere tilsættes emnerne en blanding af salte og andre tilsætningsstoffer, der tilnærmer sig den røgede smag. Det er tilfældet med meget af det skiveskårne pålæg i pakkerne i supermarkederne. Eventuelt benyttes en vakuumtumbler eller lignende til at gøre kødet mørt og få smagsstofferne til at trække længere ind.
Antallet af røgerier er faldet drastisk de seneste 50 år. Det skyldes dels de nævnte alternativer, dels nedgang i fiskekvoter[kilde mangler], dels at et savsmuldsrøgeri til husstandsbrug kan bygges på størrelse med et højt garderobeskab. 

## Bornholms røgerier
Bornholm har fra gammel tid været kendt i Danmark for sine røgede sild og i Europa (især Frankrig og Schweiz). »Sol over Gudhjem« er en klassisk ret af røget sild uden ben på rugbrød med rå æggeblomme, groft salt og løg eller purløg.
Det første røgeri byggedes i Gudhjem i 1870 for at konservere sildene, så de kunne sendes "over" til København. Kort efter kom røgerierne i Hasle. Hasles fiskere gik sammen om det første med de karakteristiske åbne skorstene. I dag er røgerierne både et moderne røgvareudsalg og en udstilling af den gammeldags produktion – herunder gjällekar, hvor sildene rensedes og saltedes. På Bornholm røges alene pølser og andre kødvarer på Hallegård i Østermarie. Syv silderøgerier er fortsat i gang.